# Frans Le Roux
Frans Le Roux (Groningen, 28 september 1949) is een Nederlands striptekenaar, cartoonist, scenarist en illustrator.
In en rond Groningen is Le Roux vooral bekend van zijn vrolijke tekeningen over deze stad. Deze zijn in diverse kranten verschenen, en er zijn onder meer een boekje, posters, kalenders en prentbriefkaarten van uitgegeven. Daarnaast kent men Le Roux van de Ravensburger puzzelreeks 'Cities of the World'.
In 1966, op 17-jarige leeftijd, begon hij zijn opleiding aan de Academie Minerva in Groningen. Al vroeg tekende hij strips, maar deze vorm van kunst werd door de academie niet als "echte" kunst erkend. Hierdoor werd hij aangespoord om zich op andere kunstvormen te richten. Na het afronden van zijn studie begon Le Roux zijn carrière als grafisch ontwerper. In deze rol ontwierp hij talloze posters voor de Groningse popscene, onder andere voor Herman Brood, Ramones en Talking Heads.
Later, toen hij een periode zonder werk zat, richtte hij zich op het maken van de inmiddels bekende zoekplaten. Deze gedetailleerde en humorvolle illustraties begonnen met afbeeldingen van de stad Groningen. De zoekplaten werden uiteindelijk gebundeld en in 1985 uitgebracht in de vorm van een kalender, waarmee zijn werk een breed publiek bereikte. De kalender is anno 2025 nog steeds verkrijgbaar in het Forum Groningen. In de zomer van 2021 ontving Frans Le Roux bericht van Het Forum Groningen dat er klachten waren ingediend over de novemberafbeelding in de Groninger Stadskalender. Deze afbeelding was een oude prent uit 1985, waarop de intocht van Sinterklaas te zien was, vergezeld door Zwarte Pieten. Hier waren nog 500 exemplaren van beschikbaar. Le Roux creëerde een nieuwe illustratie voor de maand november. Klanten konden deze gratis ophalen en over de oorspronkelijke novemberprent plaatsen. Deze keer bevatte de prent Pieten in verschillende kleuren.

## Bijdragen aan de Nederlandse stripcultuur
Le Roux is nauw betrokken bij diverse exposities over strip gerelateerde onderwerpen. Hij was betrokken bij het Nederlands Stripmuseum waar hij overigens ook een van de oprichters van was. In december 2018 had Le Roux een eigen expositie in het voormalige Stripmuseum waar veel van zijn werk getoond werd.

Le Roux was ook betrokken bij de televisiecursus ‘Strip & Cartoon Tekenen’ van de voormalige Nederlandse educatieve omroep Teleac, die later opging in NTR. Hij schreef samen met cartoonist Jesse van Muylwijck het bijbehorende Teleac-cursusboek Strip- en Cartoontekenen. 
Le Roux is samen met Andrea Kruis en John Croezen een drijvende kracht achter de Jan Kruis Collectie, een stichting die het artistieke erfgoed van Jan Kruis, die in 2017 overleed, wil behouden. In 2019 werd in Orvelte het Jan Kruis Museum geopend dat gewijd is aan zijn leven en werk.
Le Roux is, samen met illustrator Nico Visscher en anderen, medeoprichter van de noordelijke tekenvereniging VOIC, sinds 2023 bekend als INKT.PRO.
In juli 2025 werd het merendeel van zijn tekenwerk overgedragen aan de Groninger Archieven, waar het nu zorgvuldig wordt bewaard.

## Onderscheidingen
Frans Le Roux werd tweemaal onderscheiden voor zijn bijdrage aan de Nederlandse stripcultuur: in 1996 ontving hij tijdens de Delftse Stripdagen de prestigieuze Gouden Balloon, een prijs uitgereikt door de voormalige stripwinkel Bul Super.
In 1996 won Le Roux namens de stichting Nederlands Stripmuseum de Jaarprijs voor Bijzondere Verdiensten (sinds 1997 bekend onder de naam P. Hans Frankfurtherprijs), uitgereikt door Het Stripschap.

## Legpuzzels
Sinds 2014 illustreert Frans Le Roux grote puzzelprenten genaamd ‘Cities of the World’ voor Ravensburger, waarop van alles gebeurt. Van deze reeks zijn er ondertussen wereldwijd een half miljoen puzzels verkocht. De puzzel met een illustratie van Groningen ging alleen in China al 8000 keer over de toonbank.
Op zaterdag 1 augustus 2025 meldde Le Roux in het Dagblad van het Noorden dat hij is gestopt met het illustreren van de puzzelreeks 'Cities of the World'. Hij gaf daarbij aan dat de reeks zelf wel zal blijven bestaan en door anderen zal worden voortgezet.

## Stripverhalen
In de jaren '80 tekende Frans Le Roux de strip "Het Olie Monopolie" in opdracht van het stripblad Eppo. Tijdens het werken aan het tweede deel, "De Zwaartestraal",  ontving Le Roux het bericht dat het niet in de EPPO zou worden gepubliceerd.  Het blad had te kampen met sterk dalende oplagecijfers. In 2020 besloot Le Roux om de strip zelf in een kleine oplage uit te brengen. In 2022 heeft uitgever Reboot Comics dit verhaal opnieuw uitgegeven.
In de late jaren '80 en vroege jaren '90 maakte hij ongeveer 200 afleveringen van de puzzelstrip 'Cor Typ's Crypstrip' voor de VPRO Gids samen met schrijver en puzzelmaker Henk Jongebloed. Elke aflevering bevatte een verborgen cryptogram. 
Er bestonden zelfs bescheiden plannen om de 'crypstrips' te verfilmen. Voor een item van OOGTV werd één opname gemaakt.
Tussen 1993 en 1996 tekende Le Roux een strip voor de milieukrant Plons Radio, waarin de hond Snuffel de hoofdrol vertolkte.
Le Roux is medebedenker en scenarist van de educatieve stripreeks ‘Arin en het volk van de Hunebedbouwers’ (2000-2010), waarvoor Roelof Wijtsma de tekeningen verzorgde. 